# Allegoria del tatto
L'Allegoria del tatto, anche noto come lo Scultore cieco oppure il Cieco di Gambassi, è un dipinto ad olio su tela, realizzato nel 1632 da Jusepe de Ribera. Attualmente è conservato al Museo del Prado di Madrid.

## Storia
La sua genesi esatta è sconosciuta e la prima testimonianza documentata risale al 1734, quando l'opera è menzionata in un inventario del Monastero dell'Escorial. Fu quindi trasferita al Museo del Prado nel 1837. Tradizionalmente si riteneva fosse un ritratto dello scultore cieco Giovanni Gonnelli di Gambassi; tuttavia, tale ipotesi fu in seguito scartata, poiché il personaggio rappresentato risulta notevolmente più anziano di quanto non fosse Gonnelli in quegli anni (che all'epoca doveva avere circa trent'anni).
Si è ritenuto anche che si potesse trattare di una raffigurazione di Carneade, che soltanto dopo essere divenuto cieco riuscì a riconoscere il dio Pan semplicemente toccando il busto di una statua. Molto probabilmente si trattò di una riproduzione relativa al tema dei Cinque sensi, e questa tela sarebbe una chiara personificazione del tatto, motivo per cui essa è conosciuta anche come l'Allegoria del Tatto.

## Descrizione
L'opera rappresenta un uomo, chiaramente non vedente e ritratto più che a mezzo busto, mentre tocca la testa di una scultura, presumibilmente del dio Apollo. La figura è dipinta su uno sfondo scuro e neutro, in contrasto con la luce brillante che proviene da sinistra, chiaro riferimento al tenebrismo di ispirazione caravaggesca. La naturalezza dell'espressione, la concentrazione sull'atto compiuto e la delicatezza posta nella carezza alla scultura - che lo Spagnoletto seppero catturare con grande maestria - suggeriscono che il modello fosse davvero una persona non vedente.
La tela è generalmente considerata tra le più significative della prima maturità del Ribera, al pari dell'Archimede (o Democrito), anch'esso conservato al Prado. 